# Karl Wiesel
Karl Wiesel (* 4. November 1881 in Zurawno, Österreich-Ungarn, heute Ukraine; † 25. August 1941 auf der Navemar während seiner Atlantiküberquerung nach Havanna, Kuba) war ein österreichischer Unternehmer, Filmkaufmann und Filmproduzent sowie ein Münchner Filmpionier.

## Leben

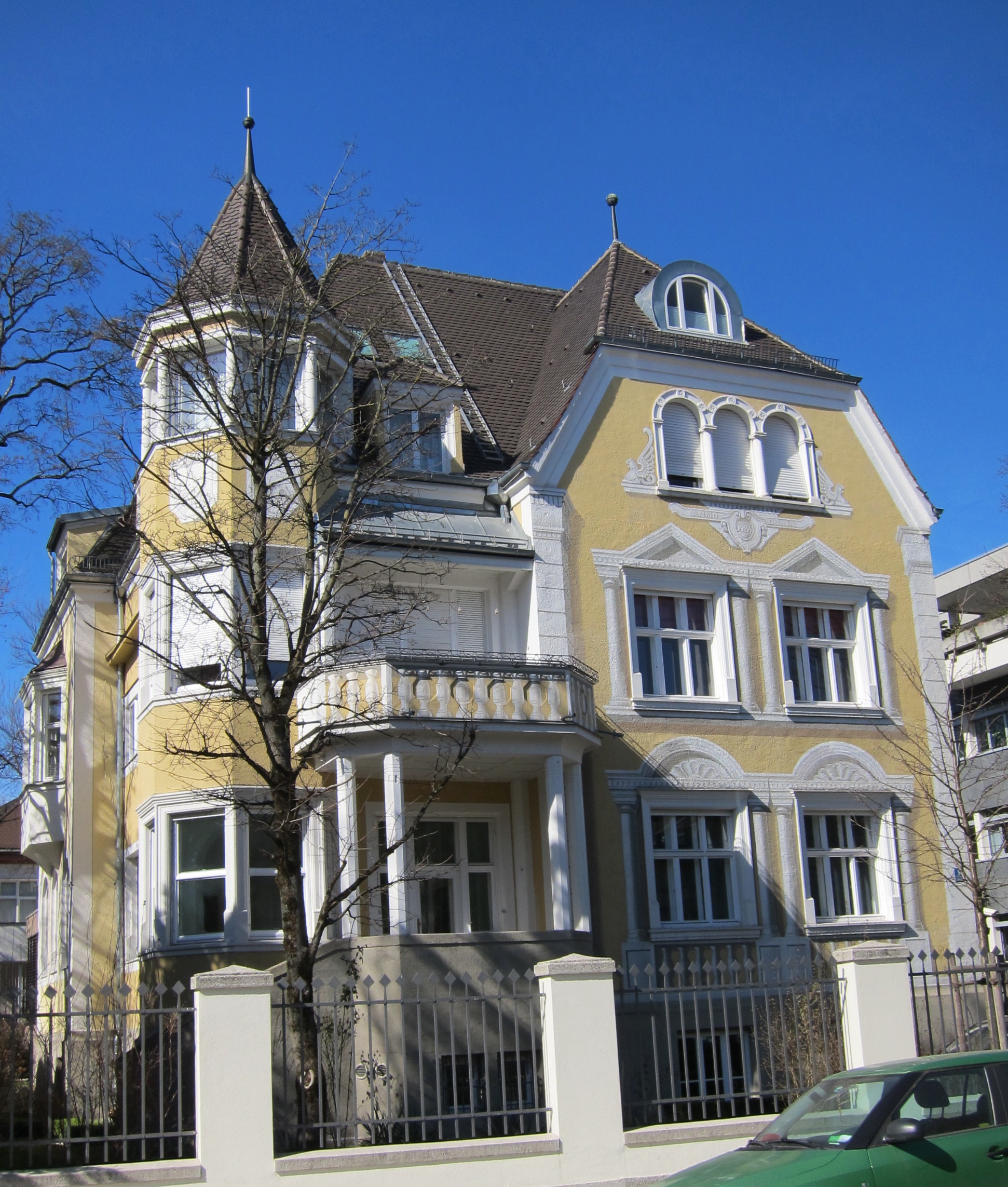
Haus Möhlstraße 9, wo Wiesel von 1922 bis 1938 wohnte

Der am Nordostrand Österreich-Ungarns geborene Sohn von Jakob und Rachel Wiesel besuchte die Volksschule, die Bürgerschule und das Gymnasium. Zu Beginn des 20. Jahrhunderts übersiedelte der seit Weihnachten 1905 mit seiner Frau Erna verheiratete Karl Wiesel nach München. Hier errichtete er 1910 mit dem österreichisch-ungarischen Landsmann Isidor Fett das erste Filmatelier in Geiselgasteig.
Am 16. November 1912 eröffneten beide im Konfektionshaus am Max-Weber-Platz in München das Kino Lichtspiele am Max-Weber-Platz mit ungefähr 150 Plätzen. In nur sechs Jahren intensivster Produktion stellte die Bayerische Filmgesellschaft Fett & Wiesel mehrere Dutzend überwiegend schlichte, bisweilen aber durchaus profitable Unterhaltungsfilme wie beispielsweise Harry Piels Sensationsfilmklassiker Unter heißer Zone (1916), aber auch andere Frühwerke Piels, her. Sie hatte so bekannte Darsteller wie Ludwig Trautmann, Erich Kaiser-Titz, Carl Auen, Maria Fein, Lya Ley und Werner Krauß unter Vertrag.
Von 1920 bis 1922 war Wiesel Vorstandsmitglied bei der Emelka und Geschäftsführer an der Seite von Erich Wagowski bei der Filmhaus Bavaria GmbH. 1922 schied Wiesel auch bei der Bayerischen Film-Gesellschaft Fett & Wiesel aus und stellte mit der Welt-Film Karl Wiesel (1922–1936) eine eigene Produktions- und Verleihfirma auf die Beine. Im Februar 1921 wurde Karl Wiesel mit dem Kollegen Heinrich Nebenzahl Geschäftsführer bei der Harry Piel Film Compagnie m.b.H. in Berlin.
Aufgrund seines Erfolgs zog Wiesel 1922 in eine Neorenaissance-Villa in der Möhlstraße. Er engagierte sich aber auch für die jüdische Gemeinde und spendete einen nennenswerten Geldbetrag für den Bau der ostjüdischen Synagoge an der Reichenbachstraße.
In der Zeit des Nationalsozialismus wurde der Jude Karl Wiesel kaltgestellt. Nachdem 1938 sein Haus Möhlstraße Nr. 9 zwangsenteignet worden war, um in ein „Judenhaus“ umfunktioniert zu werden, floh er am 19. April 1938 von München nach Kreuzlingen in die Schweiz und erwarb in Neuenburg ein Ticket für die Weiterreise nach Havanna in Kuba. Dort kam Wiesel nie an, da er während der Atlantiküberquerung mit der Navemar Ende August 1941 an Typhus verstarb.

## Filmografie
- 1915: Die große Wette
- 1916: Das lebende Rätsel
- 1916: Unter heißer Zone
- 1917: Das Luxusbad
- 1917: Rauschende Akkorde
- 1917: Der Theaterprinz
- 1917: Die Glocke
- 1917: Fräulein Pfiffikus
- 1917: Das Luxusbad
- 1918: Das Patschuli-Mäuschen
- 1918: Der Bettler von Savern
- 1918: Das Gift der Medici
- 1918: Edelwild
- 1918: Stürme des Lebens
- 1918: Die Vision
- 1918: Liebesopfer
- 1918: Seelen in Ketten
- 1918: Der Wahn ist kurz
- 1919: Im letzten Augenblick
- 1919: Die Heimat
- 1919: Sühne
- 1919: Meier & Sohn
- 1919: Das goldene Buch
- 1919: Der Tintenfischklub
- 1919: Die schwarze Marion
- 1919: Die Sumpfhanne
- 1919: Der Ehestifter
- 1920: Das Floß der Toten
- 1920: Fata Morgana
- 1920: Schiffe und Menschen
- 1920: Der Tanz in den Abgrund
- 1920: Das Haus der Lüge
- 1920: Das Lied der Puszta
- 1921: Das ungeschriebene Gesetz
- 1921: Die schwarze Schmach
- 1921: Der Schrecken der roten Mühle
- 1921: Der Fürst der Berge
- 1921: Unus, der Weg in die Welt. Der Fürst der Berge 2. Teil
- 1922: Das verschwundene Haus
- 1922: Das schwarze Kuvert
- 1923: Alpine Majestäten (Dokumentarfilm)
- 1924: Moderne Ehen
- 1924: Hríchy v manželství
- 1925: Ein Walzer von Strauß